# 日産自動車対ニッサン・コンピューター事件
日産自動車対ニッサン・コンピューター(Nissan Motors vs. Nissan Computer)は、アメリカ合衆国における「ニッサン」(Nissan)という名前と"nissan.com"というドメイン名の使用をめぐる、日本の日産自動車とアメリカ合衆国のニッサン・コンピューターの間の長期間にわたる訴訟事件である。この訴訟はアメリカ合衆国において全国的に注目された。

## 背景

### 日産自動車
日産自動車は、アメリカ合衆国への進出以来「ダットサン」(Datsun)の商標を使用していたが、1970年代後半から次第に、"Nissan"や"Datsun by Nissan"のバッジを付けた自動車を販売するようになった。 同社は最終的にアメリカ合衆国内の販売代理店1,100店舗のブランドをダットサンからニッサンに変更した。1981年秋、日産自動車は「ダットサン」ブランドの使用を停止し、輸出ブランド名を「ニッサン」に統一する方針を発表した。1982年から1986年の間に、アメリカ合衆国の販売会社はキャンペーンを"Datsun, We Are Driven"から"The Name is Nissan"に移行した。ブランド名の変更プログラムが終了してから5年経っても、一部の輸出市場の車は両方の名前を記したバッジを表示し続け、アメリカ合衆国の市場においては依然として日産よりもダットサンの方がなじみがあった。

### ウージー・ニッサン
1980年、イスラエル系アメリカ人ウージー・ニッサン(Uzi Nissan)は、ノースカロライナ州ローリーに自動車販売会社ニッサン・フォーリン・カー(Nissan Foreign Car)を設立した。1987年、ウージー・ニッサンは、主に重機やコンピュータを取り扱う輸出入会社ニッサン・インターナショナル(Nissan International, Ltd.)を設立した。1991年5月14日、ウージー・ニッサンは、パーソナルコンピュータ、サーバ、コンピュータ部品の販売とサービス、ならびにインターネットのホスティングと開発を提供するニッサン・コンピューター(Nissan Computer Corporation)を設立した。ニッサン・コンピューターは、日産自動車がこのドメインに興味を持つ5年前の1994年6月4日に、nissan.comのドメイン名を取得した。なお、"nissan"という単語はヘブライ語で月の名称（ニサンの月）である。

## 訴訟
日産自動車は、ニッサン・コンピュータによる「ニッサン」の名前の使用は商標の稀釈化であるとみなし、同社によるnissan.comドメインの取得はサイバースクワッティングであると主張した。しかし、ニッサン・コンピュータという社名は、創業者のウージー・ニッサンに因んで付けられたものである。この訴訟の結果、日産自動車はアメリカ合衆国におけるWebサイトに"nissanusa.com"というドメイン名を使用した。